# 류란
류란(刘兰, 1993년 1월 18일 ~ )는 접영을 주종목으로 하는 중국의 수영 선수이다. 2014년 인천 아시안 게임 여자 접영 50m 결승 경기에서 26초72로 동메달을 획득했다.